# 2015年伊亚佩尔地震
智利伊亚佩尔地震，发生于智利当地时间2015年9月16日19时54分32秒，震中距离智利伊亚佩尔46千米，距离伊亚佩尔市中心55公里左右，美国地质勘探局网站称该地震的震级为8.3级，智利大学的地震学家则认为该地震震级为7.2级，而智利大学地震服务局指出该地震的震级为8.4级，中国地震台网测定该地震为8.2级。地震持续了共计3分钟。地震后发生了多次震级超过6级的余震。此地震目前已造成13人死亡，4人失踪，近4,000人受灾。

## 概况

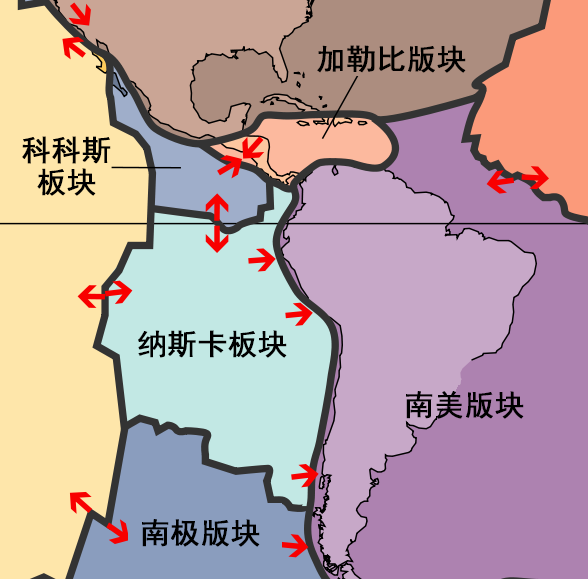
纳斯卡板块在隐没带之处沉入南美版块之下的过程。

该地震发生在纳斯卡板块与南美洲板块边界的逆冲断层沿线，其中的纳斯卡板块会以每年74毫米的速度向东北偏东方向移动。初步估计，这一地区的地震断裂长度长达200－250千米。
此外，该地区也是大型地震的多发地带，在过去的100年中，本次地震震中范围的400公里内共计发生了15次7级以上的地震，其中包括1960年在智利发生的大地震，该地震的矩震震级达到了9.5级，是有记录以来的世界上最大的地震。同时，此地震也是智利5年内发生的第三次8级以上的地震。本次地震是该国有记录以来的第六强地震。

## 余震
地震发生后的两小时里，震中附近至少发生了12次4.9级以上的余震，而截至2015年9月23日，震后余震依旧不断发生，且几乎每天都会有6级以上的余震发生，这些余震震源深度浅，首都圣地亚哥震感强烈。最大的一次余震发生于2015年9月16日20:18:35，震级达到了7.6级。
根据智利国家紧急事务办公室的消息，截至2015年9月23日，震后已发生350余起余震。智利地震专家指出，余震的次数将会逐渐减少，但地震强度不会因此减弱，同时，此地震引发的后续余震可能会持续一年之久。
| 日期          | 时间     | 地点                 | 坐标                                      | 震源深度（千米） | 震级（MW） | 麦加利地震烈度 | 参考资料 |
| ------------- | -------- | -------------------- | ----------------------------------------- | ---------------- | ---------- | -------------- | -------- |
| 2015年9月16日 | 19:59:15 | 科金博大区卡内拉巴哈 | 31°37′05″S 71°44′42″W / 31.618°S 71.745°W | 26.7             | 7.1        |                | [ 21 ]   |
| 2015年9月16日 | 20:03:56 | 科金博大区洛斯比洛斯 | 31°43′59″S 71°40′37″W / 31.733°S 71.677°W | 30               | 6.1        |                | [ 22 ]   |
| 2015年9月16日 | 20:16:08 | 科金博大区洛斯比洛斯 | 31°54′04″S 71°53′56″W / 31.901°S 71.899°W | 29.2             | 6.8        |                | [ 23 ]   |
| 2015年9月16日 | 20:18:35 | 科金博大区卡内拉巴哈 | 31°35′20″S 71°47′28″W / 31.589°S 71.791°W | 16.5             | 7.6        |                | [ 24 ]   |
| 2015年9月16日 | 22:33:00 | 科金博大区洛斯比洛斯 | 31°38′38″S 72°06′00″W / 31.644°S 72.100°W | 35.1             | 6.0        | IV             | [ 25 ]   |
| 2015年9月16日 | 22:41:05 | 科金博大区卡内拉巴哈 | 31°07′37″S 71°39′54″W / 31.127°S 71.665°W | 45               | 6.5        | V              | [ 26 ]   |
| 2015年9月17日 | 00:55:15 | 科金博大区卡内拉巴哈 | 31°27′40″S 71°42′14″W / 31.461°S 71.704°W | 53.3             | 6.0        | VI             | [ 27 ]   |
| 2015年9月17日 | 01:10:27 | 科金博大区卡内拉巴哈 | 31°32′31″S 71°44′53″W / 31.542°S 71.748°W | 40.7             | 6.6        | VI             | [ 28 ]   |
| 2015年9月17日 | 10:32:26 | 科金博大区洛斯比洛斯 | 32°08′35″S 72°10′23″W / 32.143°S 72.173°W | 33.6             | 6.0        | IV             | [ 29 ]   |
| 2015年9月18日 | 06:10:40 | 科金博大区洛斯比洛斯 | 32°03′36″S 72°06′07″W / 32.060°S 72.102°W | 33               | 6.0        | V              | [ 30 ]   |
| 2015年9月19日 | 02:06:45 | 科金博大区通戈伊     | 29°39′11″S 72°16′34″W / 29.653°S 72.276°W | 30               | 6.3        | IV             | [ 31 ]   |
| 2015年9月19日 | 06:07:07 | 科金博大区卡内拉巴哈 | 31°07′41″S 71°34′41″W / 31.128°S 71.578°W | 34.2             | 6.1        | V              | [ 32 ]   |
| 2015年9月19日 | 09:52:20 | 科金博大区洛斯比洛斯 | 32°19′34″S 71°54′22″W / 32.326°S 71.906°W | 26.9             | 6.3        | V              | [ 33 ]   |
| 2015年9月21日 | 02:39:34 | 科金博大区洛斯比洛斯 | 31°45′32″S 71°44′13″W / 31.759°S 71.737°W | 40.7             | 6.2        | VI             | [ 34 ]   |
| 2015年9月21日 | 12:37:07 | 科金博大区卡内拉巴哈 | 31°06′47″S 71°47′31″W / 31.113°S 71.792°W | 29.8             | 6.0        | V              | [ 35 ]   |
| 2015年9月21日 | 14:39:58 | 科金博大区洛斯比洛斯 | 31°45′32″S 71°33′11″W / 31.759°S 71.553°W | 13               | 6.7        | VII            | [ 36 ]   |
| 2015年9月21日 | 16:56:09 | 科金博大区洛斯比洛斯 | 31°46′12″S 71°35′56″W / 31.770°S 71.599°W | 36.5             | 6.0        | V              | [ 37 ]   |
| 2015年9月22日 | 04:12:59 | 科金博大区伊亚佩尔   | 31°27′04″S 71°07′48″W / 31.451°S 71.130°W | 63.3             | 6.2        | VII            | [ 38 ]   |
| 2015年9月25日 | 23:51:18 | 科金博大区普尼塔基   | 30°47′42″S 71°25′05″W / 30.795°S 71.418°W | 40.2             | 6.3        | VII            | [ 39 ]   |

## 破坏及影响范围

### 智利国内
距离震中232公里的智利首都圣地亚哥震感明显，部分群众跑至室外避险，部分地区通讯中断，当地教育部宣布部分学校停课，复活节岛上居民已全部撤离。
此外，据报道，有着3万居民的内陆城市伊亚佩尔，在地震发生时受其影响，失去电力或自来水供应。地震发生两天后，智利全国仍有9万人没有恢复电力供应。
智利国家紧急事务办公室主管里卡多·托罗表示地震已经导致至少610人财产蒙受损失，约180栋房屋完全被毁，以及约450栋房屋被部分损毁。

### 智利国外
地震发生时，远在1,110公里远的阿根廷首都布宜诺斯艾利斯震感明显，高楼摇晃，一些汽车警报器被触发响起，其中一名男子在逃生时，不幸从楼梯上跌倒导致心脏病发作而死亡。其他一些位于阿根廷的城市，包括门多萨、圣胡安、科尔多瓦、图库曼、拉里奥哈、圣路易斯以及圣大非，均受到不同程度的地震影响。
距离震中2,600公里远的巴西圣保罗有震感。

## 海啸

### 预警

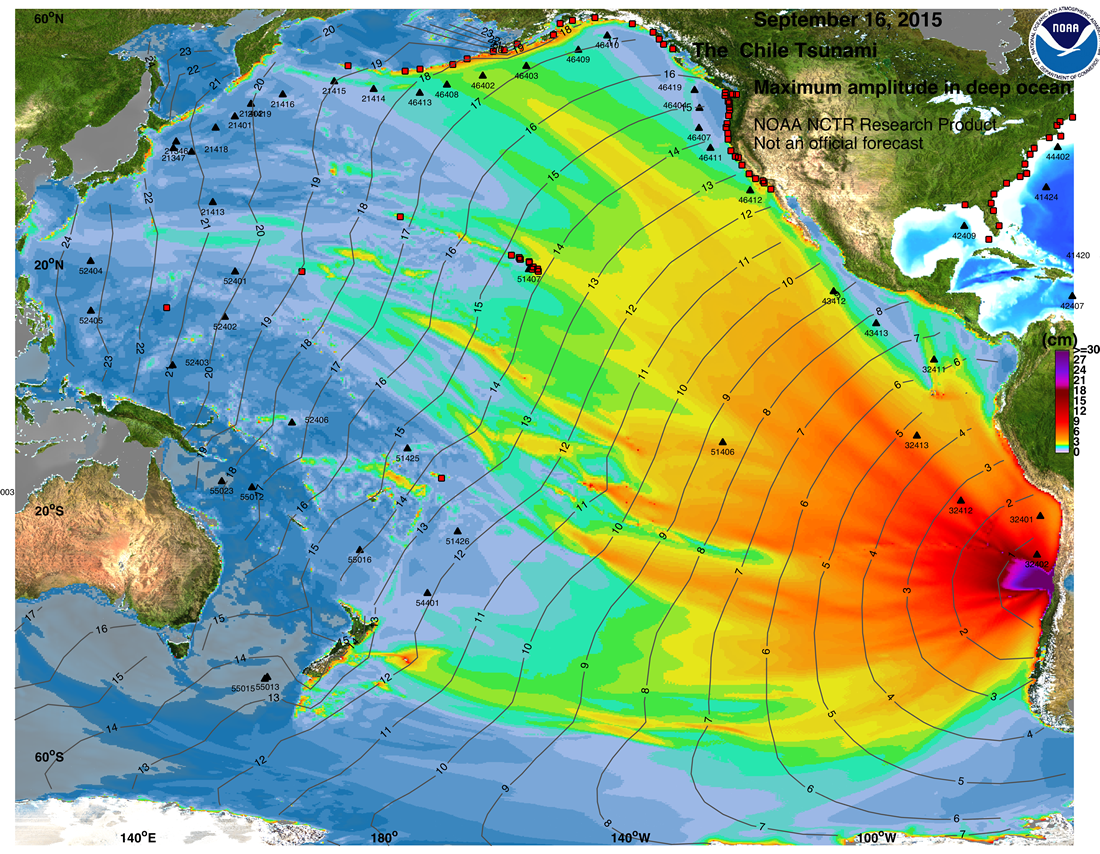
NOAA对本次海啸在不同地区发生时的高度及时间的预测。

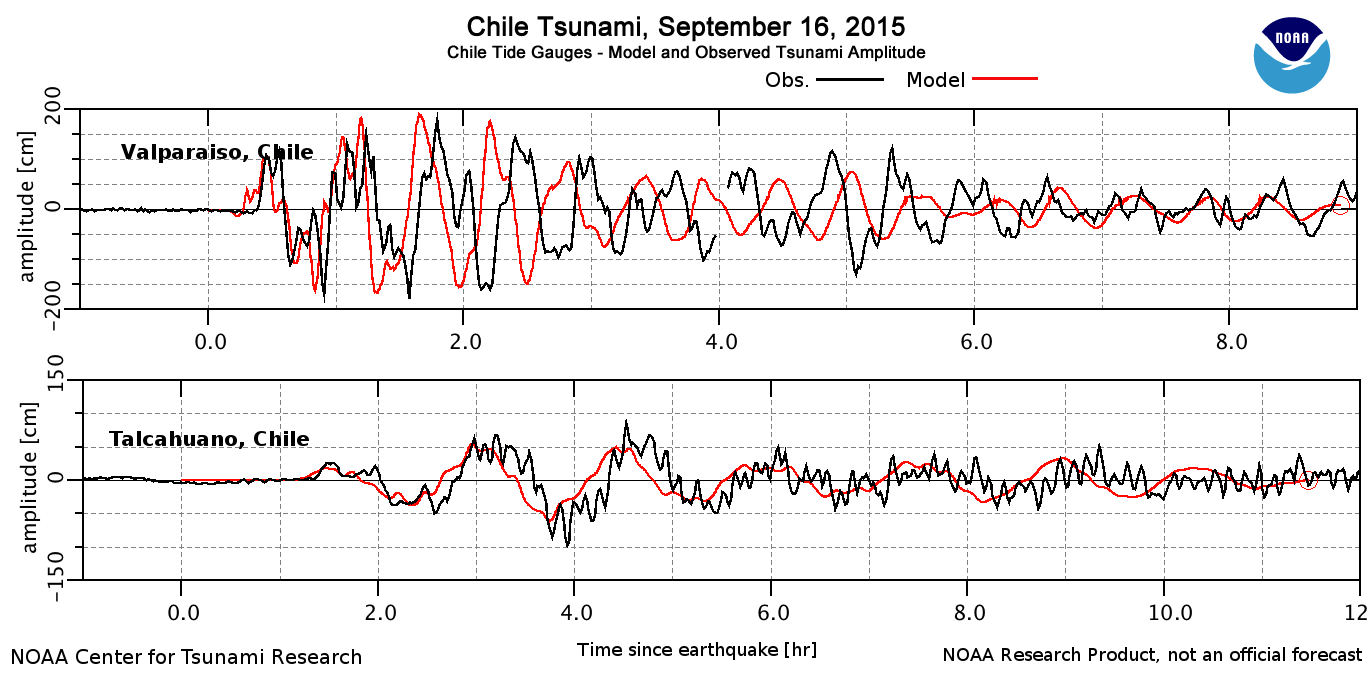
对瓦尔帕莱索和塔尔卡瓦诺两地的预测及观测所记录的海啸振幅图像。

根据太平洋海啸预警中心的消息，该地震将引发约4.7米高的海啸，同时，智利国家应急中心发布了相关预警，呼吁人们保持冷静，并前往安全地点进行躲避。此外，继智利发布海啸的相关警告后，厄瓜多尔、秘鲁、新西兰、斐济、索罗门群岛、夏威夷、加利福尼亚和日本，均已发布有关此海啸的相关监视、警告和建议的相关信息。

### 疏散及撤离
沿海的居民通过手机接收到智利当局下达紧急疏散的通知后，开始陆续撤离。智利内政与公众安全部副部长指出，此次撤离人员共计总人数约为一百万人。疏散令目前已取消。

### 破坏情况
| 国家及地区     | 地点       | 高度（米） |
| -------------- | ---------- | ---------- |
| 智利           | 科金博     | 4.60       |
| 法屬玻里尼西亞 | 努库希瓦岛 | 1.37       |
| 夏威夷州       | 希洛       | 3          |
| 夏威夷州       | 卡胡卢伊   | 0.91       |
| 美属萨摩亚     | 帕果帕果   | 0.67       |
| 法屬玻里尼西亞 | 里基泰阿   | 0.34       |
| 加利福尼亚州   | 文图拉     | 0.34       |
| 秘魯           | 卡亚俄     | 0.30       |
| 秘魯           | 马塔拉尼   | 0.30       |
| 加利福尼亚州   | 圣莫尼卡   | 0.30       |
| 日本           | 久慈       | 0.09       |
| 俄勒冈州       | 奥福德港口 | 0.09       |
|                | 努库阿洛法 | 0.09       |
| 夏威夷州       | 火奴鲁鲁   | 0.06       |
|                |            | 0.06       |

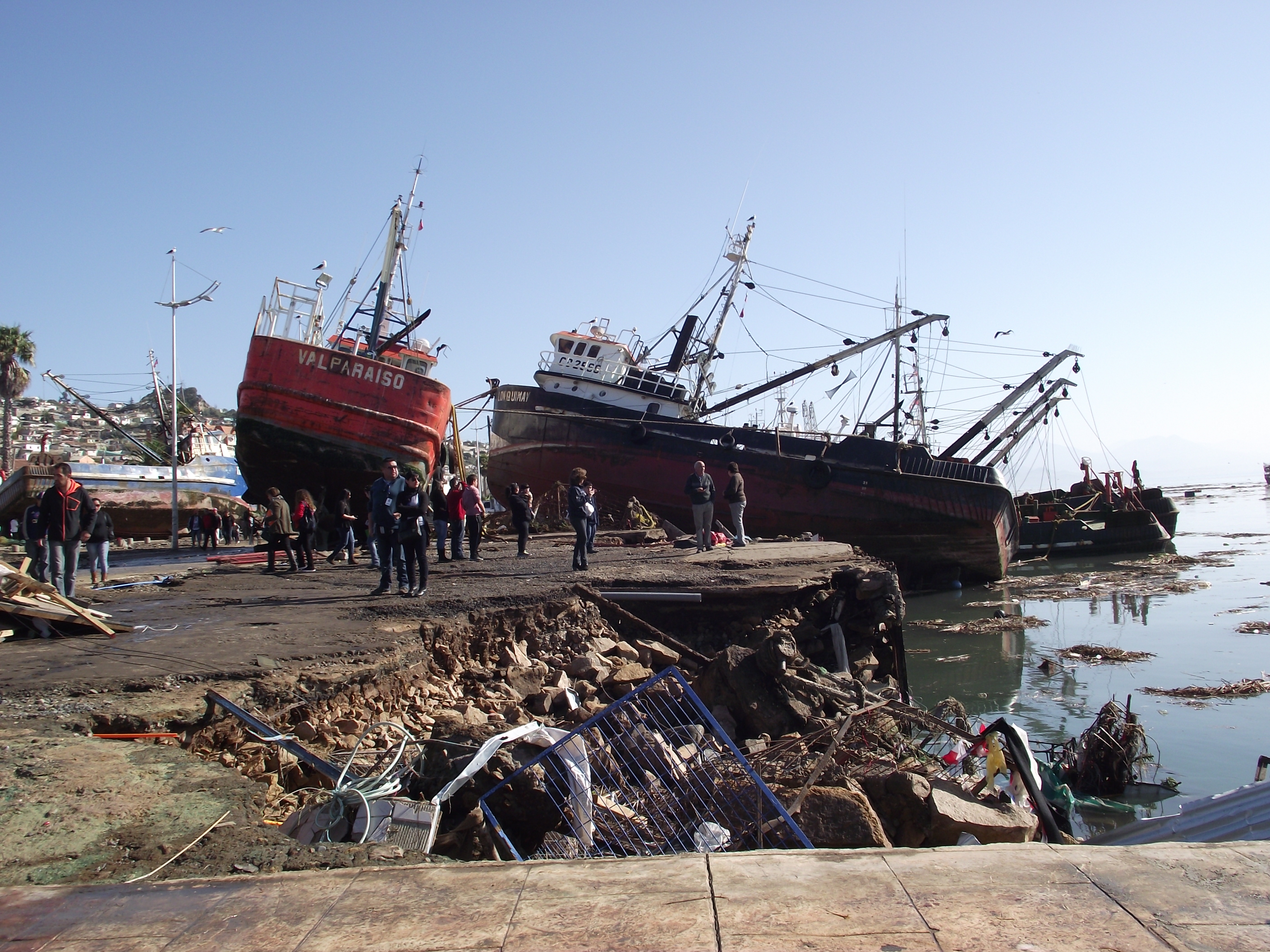
海啸后的科金博，一些船只搁浅在海滩附近的斯塔内拉街道上。

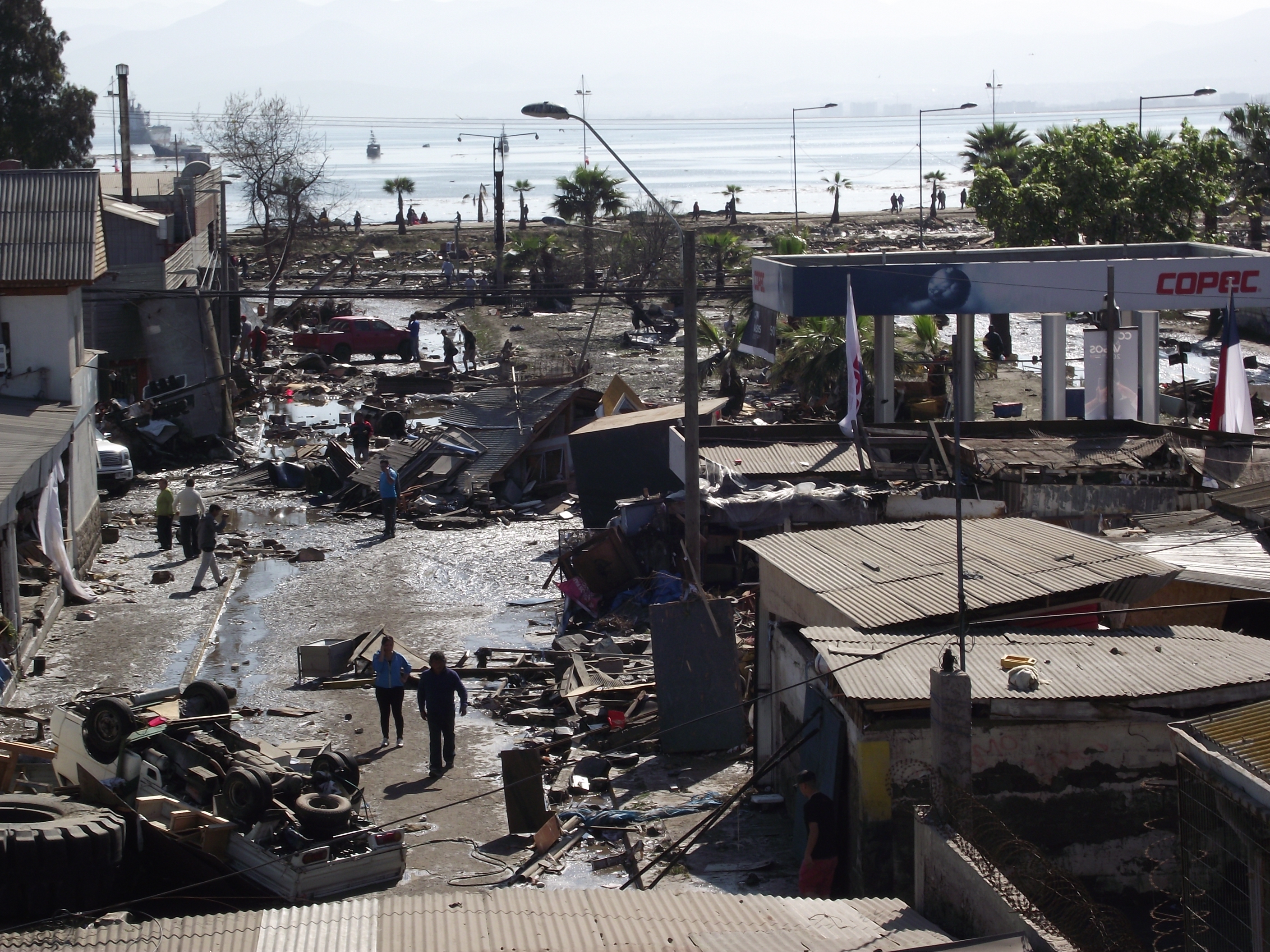
地震海啸过后不久的科金博海岸附近的巴克达诺街道。

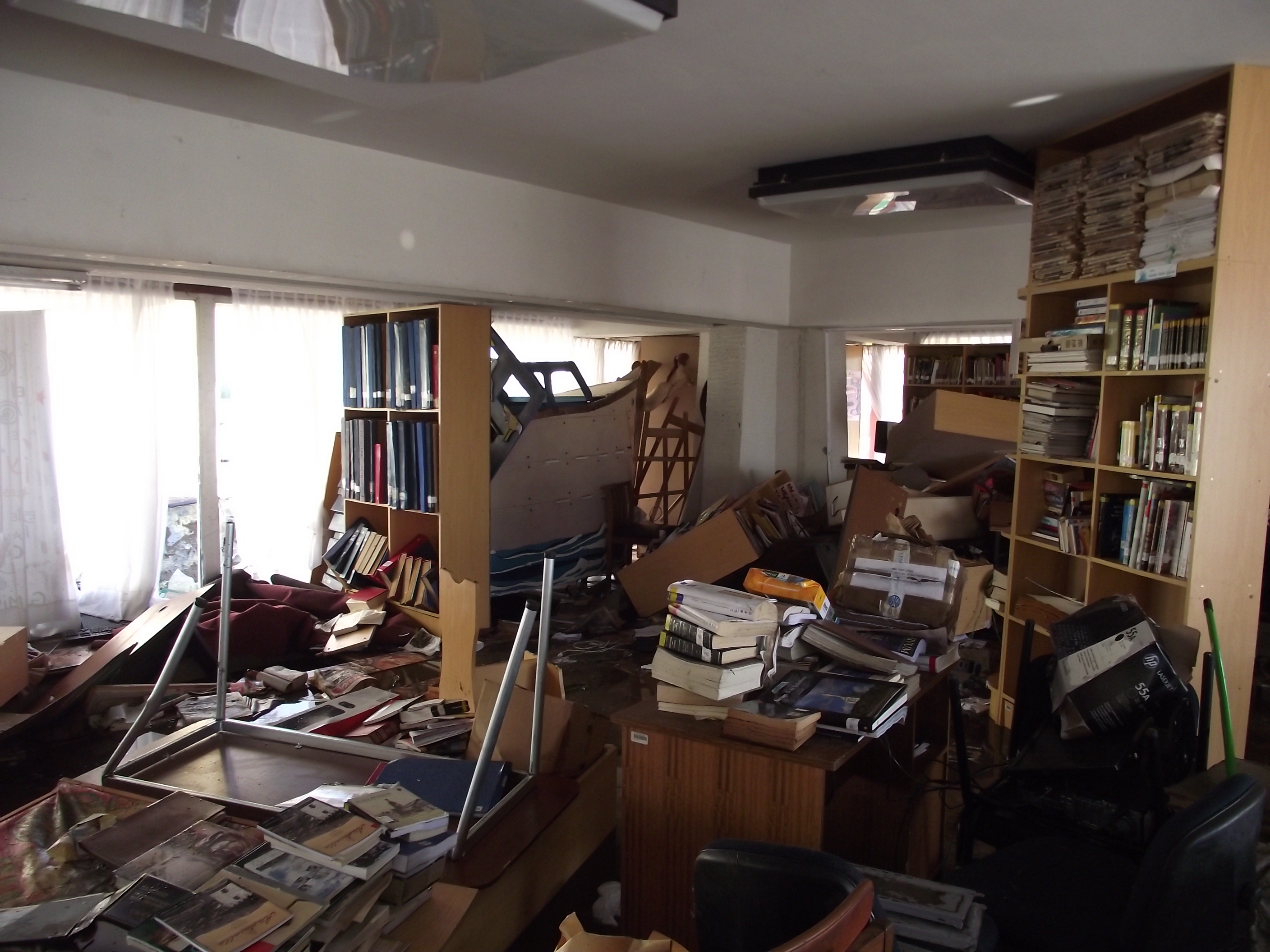
海啸过后的科金博市政图书馆。

第一波海啸在地震后的几分钟内到达，科金博沿海及城市地区、通戈伊和康孔均可观测到高约4.5米的巨浪。科金博的一些大型渔船被海啸冲上街道，破坏严重，通戈伊海滩附近已被完全摧毁。整个地区至少有500栋建筑物被摧毁，而在洛斯比洛斯，也有数十栋沿海建筑被损坏甚至摧毁。海啸袭击一天后，科金博宣布进入紧急状态，目前军队已前往该区域救援。
海啸后，智利西部海岸线已向内推进1公里之远，通戈伊的沙滩索柯斯已淹没于水下。沿海居民楼和商业店铺受损严重。
虽然本次海啸造成了数以亿计的破坏，但是由于其位于人口稀疏之地，本次灾害造成的死亡人数远远低于2010年智利大地震，此外，针对海啸的良好预备以及预警系统、长期强制性的地震建筑要求规范和改良的应急响应系统，也都有效地减少了本次海啸所带来的伤亡。

## 其他
本次地震发生后，震中附近还发生了多次地震。

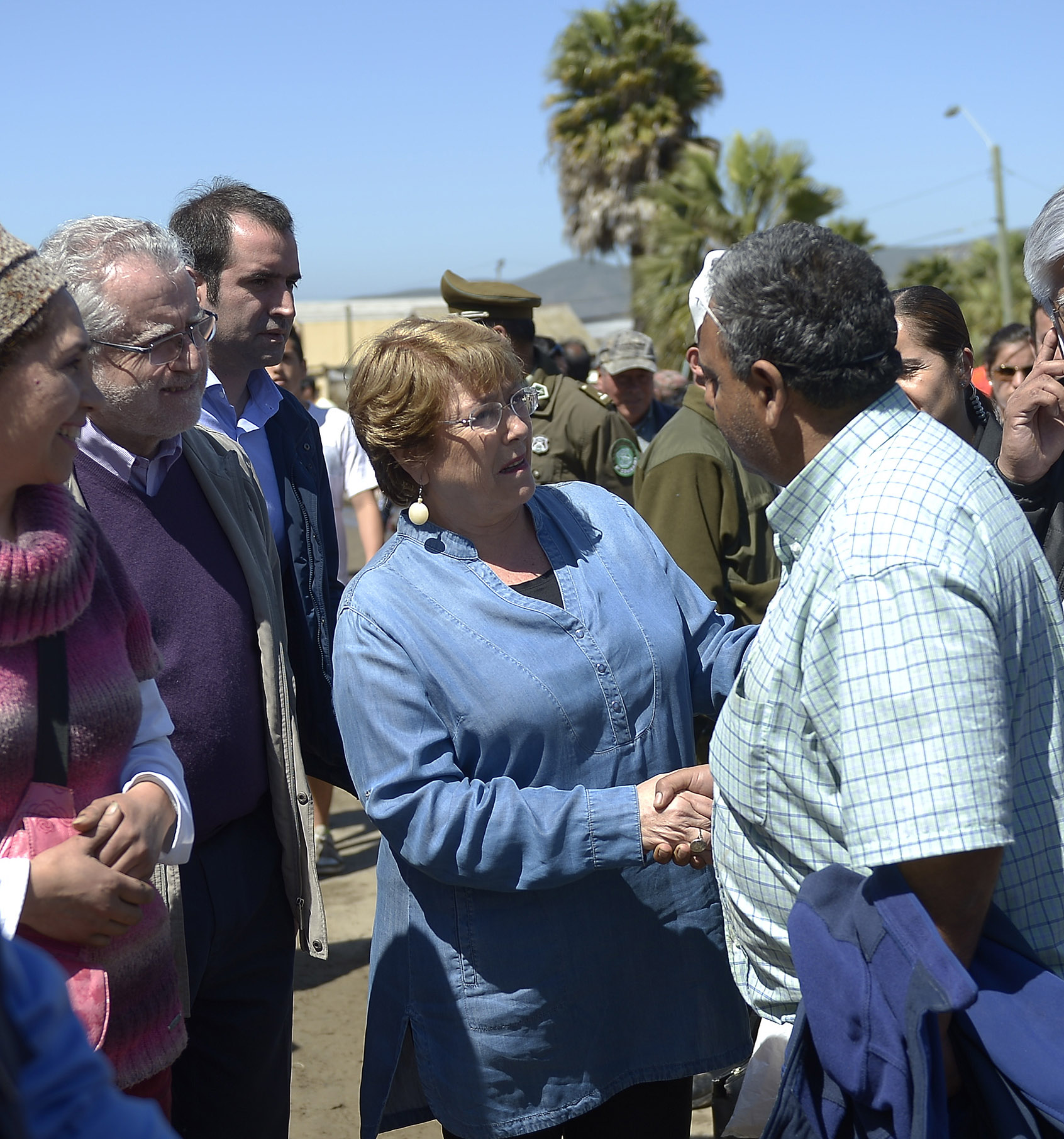
蜜雪儿·巴切莱在地震发生一天后访问受灾地区。

美国加州理工学院学者西蒙斯认为，这次发生在伊亚佩尔的地震可能是未来发生更大地震的先兆。